# Viktor Nikodém
Viktor Nikodem (12. února 1885, Třebíč – 20. února 1958, Praha) byl český malíř, výtvarný kritik a legionář. Jeho otcem byl Vilém Nikodém, matkou byla Sofie Nikodémová, narodil se v domě na třebíčské Litoltově ulici. V roce 1921 se oženil s Boženou Kužmovou z Litovle. Zemřel v roce 1958 na nemoc spojenou s chrlením krve.

## Biografie

### Vzdělání
Vystudoval tzv. obecnou školu v Třebíči, kde také pokračoval na gymnáziu, po vystudování gymnázia vystudoval germanistiku na Univerzitě Karlově v Praze (1906–1914), kdy v rámci studia strávil semestr na Vídeňské univerzitě a semestr na univerzitě v Nice.

### Armáda
Po ukončení studií narukoval k jihlavskému 14. pluku a s ním odešel do Halle v Tyrolsku,[zdroj⁠?!] v roce 1916 byl převelen na Ruskou frontu, kde byl zajat. V roce 1917 vstoupil do československých legií a byl zařazen do 6. a později do 7. pluku, kde se opět setkal se spolužákem z gymnázia Janem Syrovým. V roce 1918 přešel do fotografického oddělení štábu Československé armády a pokračoval v cestě do Vladivostoku spolu s dalšími vojáky. V té době se rozhodl, že se stane malířem. V roce 1920 se z Vladivostoku spolu s 6. plukem (tzv. Hanáckým) vrátil do ČSR a posléze nastoupil jako výtvarný poradce do Památníku odboje. Mezi měsíci únorem a květnem v roce 1921 proběhla v prostorách památníku odboje výstava výtvarných prací legionářů, po výstavě byla vydána publikace "Československé legie v Rusku – Malířské dokumenty". Ve službách památníku odboje působil až do roku 1925, kdy odešel jako štábní kapitán do výslužby.

### Publicistika
Po odchodu do civilu se stal redaktorem kulturní rubriky listu Národní osvobození, kde působil do roku 1948. Mezitím se věnoval redakci článků mimo jiné v časopise Volné směry, Zvěrokruh a podobně. Stejně tak se věnoval monografiím především s výtvarnou tematikou.

## Dílo
Soubor jeho díla je uložen v Muzeu Vysočiny v Třebíči.

### Publikace
- Pes druhé roty, František Langer, ilustrace Viktor Nikodem
- Legionářský almanach 1923 : ve prospěch postavení "Památníku osvobození" musea a archivu československých legií a celého osvobozenského hnutí, upravil Viktor Nikodém
- Třetí rota : Román, Josef Kopta, ilustrace Viktor Nikodem
- Jak jsme žili a bojovali na Rusi : 25 listů linoleových řezeb, Viktor Nikodem
- Edouard Manet : [výbor obrazů], text Viktor Nikodem
- Gustave Courbet, text Viktor Nikodem
- Souborná výstava sochařského díla Otty Gutfreunda : Duben 1948, text Viktor Nikodem
- Bedřich Vaníček : [Obr. monografie], Viktor Nikodem

### Výstavy
- 1921 – Památník odboje, výstava prací ruských legionářů
- 2007 – Muzeum Vysočiny Třebíč, Viktor Nikodem a jeho přátelé
- 2010 – Kabinet Ex libris, Nová výstavní síň, Chrudim, Viktor Nikodem – intimní zpověď